# Podgórnaya Siniuja
Podgórnaya Siniuja (del ruso: Подгорная Синюха) es una stanitsa del raión de Otrádnaya del krai de Krasnodar, en Rusia. Está situada en un área premontañosa y boscosa de las vertientes septentrionales del Cáucaso Norte, a orillas del río Málaya Siniuja, tributario del Griaznuka Vtóraya, afluente del río Labá a través del Chamlyk, 24 km al oeste de Otrádnaya y 191 km al sureste de Krasnodar, la capital del krai. Tenía 565 habitantes en 2010.
Es cabeza del municipio Podgorno-Siniujinskoye, al que pertenecen asimismo Soldátskaya Balka y Spokóinaya Siniuja.

## Historia
La localidad fue fundada en 1912, a partir de un jútor de Podgórnaya llamado Siniuja establecido en 1865. Tras la expulsión y derrota de los guardias blancos en 1920 por el Ejército Rojo se estableció el selsoviet como parte del raión de Otrádnaya del krai de Azov-Mar Negro. Entre 1934 y 1962 perteneció al raión de Spokóinaya. Más tarde fue llamado Podgornosiniujinski. Antes de 1946 recibió el estatus de stanitsa. Hasta la década de 1950 existían cinco koljoses: Volna revoliutsi, Krásnaya vyshka, Peredovik, Gorni borets y Krasni mai. A partir de esa década fueron incluidos en el koljós Kalinin.

## Economía
La principal actividad económica de la localidad es la agricultura. Las empresas más importantes son OOO Kuban 21-vek, OOO Azal y OOO APK Otrádnenskaya.

## Servicios sociales
La población cuenta con una escuela de enseñanza media y un parvulario infantil.